# 철야의 노래
《철야의 노래》(일본어: よふかしのうた 요후카시노 우타[*])는 코토야마가 지은 일본의 만화 작품이다. 《주간 소년 선데이》(쇼가쿠칸)에서 2019년 39호부터 2024년 9호까지 연재되었다. 2022년 6월 시점에서 전자판을 포함한 누계 발행 부수는 250만 부를 돌파했다.
제목은 힙합 유닛인 Creepy Nuts의 동명의 노래에서 따왔으며, 만화 1권이 발매되었을 때 이 곡을 사용한 콜라보레이션 PV가 발매되었다. 또한, 애니메이션의 엔딩곡으로도 사용되었다.

## 줄거리
등교하지 않는 중학교 2학년 야모리 코우는 어느 날 처음으로 아무에게도 말하지 않고 밤에 혼자 밖에 나간다. 낮과는 다른 세상 속에서 코우는 흡혈귀인 나나쿠사 나즈나를 만난다. 코우는 흡혈귀가 되고 싶다고 부탁하는데, 그러기 위해서는 흡혈귀를 사랑할 필요가 있었다. 이렇게 해서 코우는 나즈나를 사랑하기 위해 매일 밤샘을 했다.

## 등장인물

### 주요 인물
야모리 코우(夜守コウ)
성우 - 사토 겐, 센본기 사야카(9살)
본작의 남주인공. 중학교 2학년 14세. 여자가 서툴러 고백해 온 여자를 찬 것이 원인으로 그녀의 친구들이 따지자 모든 것이 싫어지고 등교거부를 하게 된다. 이후 불면증에 시달렸다. 어느 날, 처음으로 혼자 밤에 외출했을 때, 흡혈귀 나나쿠사 나즈나를 만난다. 흡혈귀를 좋아하게 되고, 피를 빨리는 것으로 흡혈귀가 될 수 있다고 알게 된 코우는, 그녀를 사랑을 하고 흡혈귀가 되는 것을 목표로 한다. 나즈나 왈, 피가 엄청 맛있다. 특기는 자는 척. 14년간 첫사랑조차 하지 않았다. 취미다운 취미를 가지고 있지 않다고 스스로 말하고 있지만, 중고 운동화 모으기을 좋아한다.
부모는 이혼하셨고 어머니와 두 명의 모자 가정이다. 어머니는 장사 때문에 밤에는 집을 비운다. 생일은 8월 28일.
나나쿠사 나즈나(七草ナズナ)
성우 - 아마미야 소라
본작의 여주인공. 자유 분방하게 밤의 세계를 살아가는 흡혈귀 소녀. 야한 이야기를 좋아해서 코우를 자주 놀리지만, 자신의 연애 이야기를 하게 되면 쑥스러워져 횡설수설하는 이상한 성격이다. 코우의 피의 맛에 감동하여, 앞으로도 코우의 피를 빨게 된다. 맥주도 좋아한다.
흡혈귀가 되었을 때의 기억이 없다고 말하고 있지만, 간호사였던 흡혈귀 나나쿠사 하루와 인간 남자 사이에 태어났기 때문에 누군가에게 빨려진 것은 아니다. 또 출산에 의해 태어나지만 태어난지 몇 년 만에 하루의 권속으로 나즈나의 육아의 부모가 된 카부라와 처음 만난 시점에서 이미 하루와 닮은 지금과 변함없는 외모였다. 다만, 아직 당시에는 말도 모르고, 갓난 아기 상태였다. 카부라에 따르면 부모 모두 이미 고인이다.
아사이 아키라(朝井アキラ)
성우 - 하나모리 유미리
코우의 소꿉친구. 중학교 2학년 여자. 코우에게 있어서 귀중한 '친구'라고 부를 수 있는 존재다. 나이에 비해 몸의 발육이 좋다. 잠들지 않고 거리를 걷고 있을 때 코우와 재회해, 나즈나와도 알게 된다. 두 사람의 관계를 알고 응원하고 있다. 생일은 5월 3일.

### 흡혈귀
키쿄 세리(桔梗セリ)
성우 - 토마츠 하루카
나즈나의 지인인 흡혈귀. 갸루 같은 여고생의 모습을 하고 있고 자칭 '연애 마스터'. 나즈나와는 자주 싸운다.
히라타 니코(平田ニコ)
성우 - 키타무라 에리
나즈나의 지인인 흡혈귀. 외모는 나즈나들보다 약간 연상으로 보인다. 흡혈귀의 존재를 잘 아는 '인간'을 늘리지 않기 위해, 코우를 흡혈귀로 만들려고 한다. 권속을 늘리기 위해 인간에게 인기있는 행동이 특기다. 인간의 세계에서의 직업은 야간 학교의 교사이며, 바지 정장은 교사로서의 직업의상이다.
혼다 카부라(本田カブラ)
성우 - 이토 시즈카
나즈나의 지인인 흡혈귀. 인간이었을 때는 병약해서 입퇴원을 반복하고 있었지만 담당 간호사였던 나나쿠사 하루에 의해 흡혈귀가 된다. 그 후, 헐로부터 딸 나즈나를 맡고, 그녀의 양육의 부모가 된다. 흡혈귀가 되어 이후는 인간의 세계에서 간호사로서 일하고 있다.
코하코베 미도리(小繁縷ミドリ)
성우 - 오조라 나오미
나즈나의 지인인 흡혈귀. 외모는 고등학생 정도로, 이른바 '귀여운 계열'의 외모. 인간의 세계에서는 메이드 카페에서 일하고 있으며 동정심이 좋고 말솜씨가 뛰어나기 때문에, 가게 내에서 인기 넘버원의 포지션을 자랑한다.
스즈시로 하츠카(蘿蔔ハツカ)
성우 - 와키 아즈미
나즈나의 지인인 흡혈귀. 나즈나를 '나나쿠사 씨'라고 부른다. 남성이지만 외모로는 성별을 알기 어렵고, 남녀 어느 쪽으로부터도 인기가 많다.
나나쿠사 하루(七草 ハル)
성우 - 우치다 마아야
카부라를 권속으로 한 흡혈귀. 나즈나의 친어머니로 고인. 흡연자.
생전에는 병원에서 간호사로 일했고, 카부라와도 병원에서 만났다.
겉모습은 나즈나를 쏙 빼닮았고 다른 건 머리카락 길이 정도.
호시미 키쿠와 함께 인간으로 돌아가는 방법을 찾고 있었다.
아자미(アザミ)
흡혈귀. 야쿠자의 말단으로 호시미 키쿠의 권속. 호시미 키쿠는 '누나'라고 부르며, 그녀의 권속의 후처리 등을 하고 있다.
스스키(ススキ)
흡혈귀. 무술에 뛰어나 흡혈귀의 특성도 잘 다루어 매우 높은 전투력을 자랑한다. 그래서인지 자신보다 약한 사람을 깔보는 경향이 있는 한편, 자신보다 강한 사람이 말하는 것은 잘 듣는다. 호시미 키쿠가 계속 권속을 늘리고 있는 것에 위기감을 느낀다. 반흡혈귀 상태의 코우에게 진 것을 계기로 코우를 좋아하게 된다.
호시미 키쿠(星見キク)
성우 - 사토 리나
안코의 가족을 붕괴시킨 장본인. 적어도 16세기경부터 살아 왔으며, 수백명으로 권속을 계속 늘려왔다. 현재는 마힐을 권속 후보로 삼고 있다. 비정상적인 권속의 수를 비롯하여 행동에 조금 이해하기 어려운 면이 있다. 그것은 인간으로 돌아가려고 하기 때문이라고 생각된다.
아키야마 아키히토(秋山昭人)
성우 - 요시노 히로유키
통칭 '아군'. 세리와 교류해 가면서 점차 병에 걸려 스토커가 되고 세리에게 죽임을 당할 것 같아진다. 그러나 코우와 나즈나의 도움을 받아 세리의 권속이 된다. 코우에게서는 원작에서는 '멘헤라 씨', 애니에서는 따분한 남자를 줄여서 '다루오 씨'라고 불린다.
LoveGreen
성우 - 스기타 토모카즈
미도리의 권속. 통통한 체형의 남성. 그림 같은 오타쿠후. 이름은 닉네임으로 줄여서 '엘지'라고도 한다.
미도리와는 20년 전 게임 오프 모임에서 만나 바로 호의를 가지고 있다.
미도리에 관한 것이라면 본인 이상으로 알고, 그야말로 본인이 기억하지 못하는 인간 시대의 정보도 알고 있다. 뿐만 아니라, 생각이 깊어져 미도리의 동인지를 제작하고 있다.
흡혈귀에 식사는 본래 필요가 없는데 뚱뚱한 것은, 자주 가계 라면을 먹으러 다니고 있기 때문이다.
나나쿠사 하루카(七草ハルカ)
나나쿠사 하루의 권속. 원래는 관동에 살고 있었으며, 현재는 홋카이도에 거주한다.

### 인간
세키 마히루(夕マヒル)
성우 - 오노 켄쇼
아키라와 마찬가지로 코우의 소꿉친구. 성적도 운동 신경도 좋고 반의 인기인. 집은 꽃집을 한다.
시라카와 키요스미(白河清澄)
성우 - 히카사 요코
출판사에 근무한다. 오랜만에 나즈나에게 방문했다가 코우에게 마사지 받는다.
우구이스 안코(鶯餡子)
성우 - 사와시로 미유키
본명은 메지로 쿄코(目代キョウコ). 28세. 흡연자로 술에 약하다. 안경을 쓰고 어딘가 지친 듯한 분위기를 풍기는 여성. 고등학생 때 나즈나와 단기간이지만 친구 사이였던 적이 있고, 그것을 계기로 흡혈귀의 존재를 알게 된다. 그 직후 흡혈귀에 의해 가정이 붕괴되는 바람에 흡혈귀를 원망했고 고교 중퇴 후 탐정을 하면서 흡혈귀 수사와 살해를 계속했다. 하지만 재회한 나즈나와 싸운 뒤 '흡혈귀를 전멸시키겠다'는 목표를 포기했다. 그 후로는 나즈나나 코우와 행동을 같이 하는 경우가 많다.
야모리 케이(夜守ケイ)
코우의 어머니. 20세 때에 결혼해 출산하고 것도 이혼한 싱글맘이다.

## 평가
- 2020년 6월, TSUTAYA가 주최하는 '제4회 모두가 선택한 TSUTAYA 코믹 대상'에서 10위 입상.
- 2023년 1월, 제68회 '쇼가쿠칸 만화상' 소년을 위한 부문을 수상.[8]

## 서지 정보
- 코토야마 《철야의 노래》 쇼가쿠칸 〈소년 선데이 코믹스〉, 전 20권
  1. 2019년 11월 18일 발매[小 1], ISBN 978-4-09-129492-0
  2. 2020년 2월 18일 발매[小 2], ISBN 978-4-09-129556-9
  3. 2020년 4월 16일 발매[小 3], ISBN 978-4-09-850064-2
  4. 2020년 8월 18일 발매[小 4], ISBN 978-4-09-850163-2
  5. 2020년 10월 16일 발매[小 5], ISBN 978-4-09-850268-4
  6. 2021년 1월 18일 발매[小 6], ISBN 978-4-09-850384-1
  7. 2021년 4월 16일 발매[小 7], ISBN 978-4-09-850522-7
  8. 2021년 7월 16일 발매[小 8], ISBN 978-4-09-850635-4
  9. 2021년 11월 18일 발매[小 9], ISBN 978-4-09-850735-1
  10. 2022년 2월 18일 발매[小 10], ISBN 978-4-09-850872-3
  11. 2022년 6월 17일 발매[小 11], ISBN 978-4-09-851127-3
  12. 2022년 7월 15일 발매[小 12], ISBN 978-4-09-851204-1
  13. 2022년 9월 15일 발매[小 13], ISBN 978-4-09-851257-7
  14. 2022년 12월 16일 발매[小 14], ISBN 978-4-09-851474-8
  15. 2023년 3월 16일 발매[小 15], ISBN 978-4-09-851767-1
  16. 2023년 6월 16일 발매[小 16], ISBN 978-4-09-852123-4
  17. 2023년 7월 18일 발매[小 17], ISBN 978-4-09-852615-4
  18. 2023년 11월 17일 발매[小 18], ISBN 978-4-09-852855-4
  19. 2024년 2월 16일 발매[小 19], ISBN 978-4-09-853115-8
  20. 2024년 3월 18일 발매[小 20], ISBN 978-4-09-853196-7
- 코토야마 《철야의 노래 공식 팬북》 쇼가쿠칸 〈소년 선데이 코믹스〉, 2022년 9월 30일 발매[小 21], ISBN 978-4-09-851333-8

## TV 애니메이션
2021년 11월 11일에 라이덴 필름의 애니메이션 제작으로 텔레비전 애니메이션화되는 것이 발표되었다.
2022년 7월부터 9월까지 제1기기 후지 TV '노이타미나' 등에서 방송되었다. 2024년 3월 11일에는 제2기의 제작 결정이 발표되어 '밤은 아직 끝나지 않아'라는 캐치 카피와 함께 티저 비주얼과 비주얼 해금 PV가 공개되었다.

### 스태프
|                     | Season1                                       | Season2                          |
| ------------------- | --------------------------------------------- | -------------------------------- |
| 원작                | 코토야마                                      | 코토야마                         |
| 감독                | 이타무라 토모유키                             | 이타무라 토모유키                |
| 부감독              | 빈칸                                          | 타키자와 이즈미, 미요시 나오     |
| 치프 디렉터         | 미야니시 테츠야                               | 빈칸                             |
| 시리즈 구성·각본    | 요코테 미치코                                 | 요코테 미치코                    |
| 캐릭터 디자인       | 사가와 하루카                                 | 사가와 하루카                    |
| 메인 애니메이터     | 후쿠다 슈헤이, 나가하마 유사쿠, 시노하라 유타 | 빈칸                             |
| 미술 감독           | 요코마츠 노리히코                             | 나이토 타케시                    |
| 미술 설정           | 스기야마 신지                                 | 타키구치 카츠히사, 사토 마사히로 |
| 색채 설계           | 타키자와 이즈미                               | 키츠카와 아사미                  |
| 촬영 감독           | 츠치모토 유키                                 | 츠치모토 유키                    |
| 편집                | 에노키다 미사키                               | 에노키다 미사키                  |
| 음향 감독           | 키무라 에리코                                 | 키무라 에리코                    |
| 음향 효과           | 타쿠마 마키                                   | 타쿠마 마키                      |
| 음악                | 데와 요시아키                                 | 데와 요시아키                    |
| 음악 제작           | 후지퍼시픽 뮤직                               | 후지퍼시픽 뮤직                  |
| 음악 프로듀서       | 후나하시 토시히로                             | 후나하시 토시히로                |
| 음악 프로듀서       | 타카야마 노부아키                             | 호아시 료스케                    |
| 치프 프로듀서       | 미야케 마사노리                               | 미야케 마사노리                  |
| 치프 프로듀서       | 오자키 노리코                                 | 빈칸                             |
| 프로듀서            | 스가와라 하나                                 | 스가와라 하나                    |
| 프로듀서            | 사토 나루토시                                 | 아다치 카즈키                    |
| 애니메이션 프로듀서 | 이나가키 타카후미                             | 오기스 유야                      |
| 애니메이션 제작     | 라이덴 필름                                   | 라이덴 필름                      |
| 제작                | 철야의 노래 제작위원회                        | 철야의 노래 제작위원회           |

### 주제가
타천(堕天)
Creepy Nuts가 부른 Season1 오프닝 테마. 작사는 R-시테이, 작곡은 DJ마츠나가, 편곡은 DJ마츠나가와 카와구치 다이스케.
철야의 노래(よふかしのうた)
Creepy Nuts가 부른 Season1 엔딩 테마. 작사는 R-시테이, 작곡·편곡은 DJ마츠나가.
로스타임(ロスタイム)
Creepy Nuts가 부른 Season1 삽입곡. 작사는 R-시테이, 작곡·편곡은 DJ마츠나가.
제2화, 제3화, 제6화, 제8화, 제10화, 제13화에서 사용되었다.
Mirage
Creepy Nuts가 부른 Season2 오프닝 테마. 작사는 R-시테이, 작곡은 DJ마츠나가.
잠들어라(眠れ)
Creepy Nuts가 부른 Season2 엔딩 테마. 작사는 R-시테이, 작곡은 DJ마츠나가.

### 에피소드 목록
| 화수   | 제목                                                         | 그림 콘티                                  | 연출 | 작화 감독 | 총작화 감독                                | 방송일         |
| 제1기  | 제1기                                                        | 제1기                                      | 제1기 | 제1기 | 제1기                                      | 제1기          |
| ------ | ------------------------------------------------------------ | ------------------------------------------ | --- | --- | ------------------------------------------ | -------------- |
| 제1야  | ナイトフライト 나이트 플라이트                               | 미야니시 테츠야 (宮西哲也)                 | 타카토 사토시 (高藤 聡)                                                                                          | 사가와 하루카 (佐川遥) | -                                          | 2022년 7월 8일 |
| 제2야  | てかラインやってる? 그보다 라인은 해?                        | 세키노 세키쥬 (関野関十)                   | 세키노 세키쥬 (関野関十)                                                                                         | 츠유키 아이리 (露木愛里) 키타지마 유키 (北島勇樹) 김대정 손길영 | 사가와 하루카                              | 7월 15일       |
| 제3야  | いっぱい出たね 잔뜩 나왔네                                   | 야스이 타카시 (安井貴司)                   | 오노 쇼고 (小野勝吾) 야스이 타카시                                                                               | 와카야마 마사시 (若山政志) 키쿠치 카스미 (菊地加純) 히라우마 코지 (平馬浩司) 사가와 하루카 이토지마 마사히코 (糸島雅彦) 카미가키 야요이 (神垣弥生) Mabus | 사가와 하루카                              | 7월 22일       |
| 제4야  | せまくない? 좁지 않아?                                       | 이토 유이치 (伊東優一) 미야니시 테츠야     | 무토 노부히로 (武藤信宏)                                                                                         | 이즈미 모모카 (和泉百香) 카와에 히자시 (河江陽向) 니시미치 타쿠야 (西道拓哉) 무토 노부히로 야마모토 쿄헤이 (山本恭平) | 사가와 하루카                              | 7월 29일       |
| 제5야  | そりゃ困ったやつですね 그거 난감한 녀석이네요                | 오오니시 케이스케 (大西景介)               | 오오니시 케이스케 (大西景介)                                                                                     | 키타지마 유키 사토 유코 (佐藤友子) 하나자와 유리 (花澤友梨) 사이토 코즈에 (斎藤 梢) 시로쿠마 (しろくま) 코가 이소로쿠 (古賀五十六) 타카하시 아츠코 (高橋敦子) 김대정                                                                                          | 사가와 하루카                              | 8월 5일        |
| 제6야  | 楽しい方がいいよ 즐거운 편이 좋잖아요                        | 타카토 사토시                              | 타카토 사토시 | 사이토 다이스케 (斎藤大輔) 키쿠치 카스미 와카야마 마사시 키노시타 히로타카 (木下裕孝) 시노하라 유타 (篠原佑太) 후쿠시마 토요아키 (福島豊明) 사토 유코 코가 이소로쿠 하나자와 유리 오오하라 히로시 (大原 大) 미야타 나오미 (宮田奈保美) 스즈키 료코 (鈴木良子) | 사가와 하루카                              | 8월 12일       |
| 제7야  | 眷属作り 권속 만들기                                         | 세키노 세키쥬                              | 세키노 세키쥬 | 츠유키 아이리 키타지마 유키 마츠무라 야스노리 (松村康功) 히라우마 코지 사이토 코즈에 칸바라 토우마 (柑原豆真) 모리 에츠히토 (森 悦史) 유키 시즈쿠 (ユキシズク) 하나자와 유리 야마미치 이타이 (山道到威)                                                       | 사가와 하루카                              | 8월 19일       |
| 제8야  | どいつもこいつも 이 놈이고 저 놈이고                         | 사카타 준이치 (坂田純一) 미야니시 테츠야   | 시라이시 미치타 (白石道太)                                                                                       | 사카모토 치요코 (坂本千代子) 하시모토 호다카 (橋本穂高) 사이토 다이스케 무라야마 아야네 (村山綾音) 호시 카즈노부 (星 和伸) 이치하시 유이치 (市橋雄一) 오기와라 미치루 (荻原みちる) STUDIO MASSKET                                                             | 사가와 하루카                              | 8월 26일       |
| 제9야  | ずるい 약았다                                                | 이타무라 토모유키 (板村智幸) 야스이 타카시 | 오노 쇼고 | 후쿠다 슈헤이 (福田周平) 시노하라 유타 시로쿠마 노구치 토모야 (野口智也) 키쿠치 카스미 요시다 하지메 (𠮷田 肇) 나이토 이노스케 (内藤伊之介) 우메다 카오리 (梅田 香) 와카야마 마사시 사가와 하루카                                                             | 사가와 하루카                              | 9월 2일        |
| 제10야 | 盗撮画像を拡大して見る 도촬 사진을 확대해서 보는             | 미야니시 테츠야                            | 세키노 세키쥬 코마다 유키 (駒田由貴) 토모다 야스시 (友田 康) 혼마 미나미 (本間みなみ) 야스카와 오우리 (安川央里) | 야마미치 이타이 니시미치 타쿠야 야마모토 쿄헤이 이즈미 모모카 우메다 카오리 카타다 타카노부 (片田敬信) 사이토 코즈에 나이토 이노스케 오오하라 히로시 스즈키 료코 스즈키 아야코 (鈴木彩子) 사가와 하루카                                                       | 사가와 하루카                              | 9월 9일        |
| 제11야 | 吸血鬼って知ってるかい? 흡혈귀라고 들어봤어?                 | 타카토 사토시                              | 타카토 사토시 세키노 세키쥬 아가타 유타카 (安形 裕) 도카와 세츠무 (堂川セツム)                                   | 히라우마 코지 키타지마 유키 사이토 코즈에 하나자와 유리 사이토 다이스케 나가하마 유사쿠 (長濵佑作) 츠유키 아이리 닛타 타쿠미 (新田拓実) 코가 이소로쿠 사가와 하루카 시노하라 유타 모리타 미노루 (森田 実)                                                     | 사가와 하루카                              | 9월 16일       |
| 제12야 | 今日ウチ親いないんだ 오늘 집에 부모님이 안 계신다            | 오오니시 케이스케                          | 오오니시 케이스케                                                                                                | 키쿠치 카스미 사토 유코 아베 히로키 (阿部弘樹) 닛타 타쿠미 후쿠다 슈헤이 하시모토 호다카 오오하라 히로시 코가 이소로쿠 사가와 하루카 시노하라 유타 스즈키 아야코                                                                                              | 사가와 하루카                              | 9월 23일       |
| 제13야 | よふかしのうた 철야의 노래                                   | 이타무라 토모유키                          | 오노 쇼고 | 나가하마 유사쿠 시로쿠마 노구치 토모야 츠유키 아이리 후쿠다 슈헤이 시노하라 유타 코가 이소로쿠 야마우치 료 (山内 遼) | 사가와 하루카                              | 9월 30일       |
| 제2기  |                                                              |                                            | | |                                            |                |
| 제1야  | それは僕らの時間じゃない 그건 우리의 시간이 아니다           | 이타무라 토모유키                          | 미요시 나오 (三好なお)                                                                                           | 우키무라 하루나 (浮村春奈) 카메다 토모유키 (亀田朋幸) 오오타 노부타카 (太田宣貴) | 하라다 아스카 (原田飛鳥) 사가와 하루카     | 2025년 7월 4일 |
| 제2야  | 会いたかったよ 보고 싶었어                                   | 이타무라 토모유키                          | 무토 노부히로 | 후루야 리에 (古谷梨絵) 하시모토 준이치 (橋本純一) 카메다 토모유키 이시야마 히로시 (石山 寛) 니시미치 타쿠야 | 니시오 준노스케 (西尾淳之介) 사가와 하루카 | 7월 11일       |
| 제3야  | おばけ屋敷にはおばけいない 귀신의 집에는 귀신이 없다         | 요시오카 시노부 (吉岡 忍)                  | 요시오카 시노부 (吉岡 忍)                                                                                        | 와타나베 코지 (渡辺浩二) 호소다 사오리 (細田沙織) 타카다 요코 (高田謡子) 니시 마유코 (西 真由子) 오다와라 코타 (小田原宏太) | 마츠오카 켄지 (松岡謙治) 사가와 하루카     | 7월 18일       |
| 제4야  | 走れるようになりたいかい? 뛸 수 있게 되고 싶어?              | migmi 이타무라 토모유키                    | 오오니시 케이스케                                                                                                | 하라다 아스카 우키무라 하루나 오오타 노부타카 明光 慧敏 龍光 | 하라다 아스카 사가와 하루카                | 7월 25일       |
| 제5야  | あなたと過ごした数年間 너와 함께 보낸 몇 년간                | 이타무라 토모유키                          | 무토 노부히로 | 니시미치 타쿠야 츠유키 아이리 와타나베 코지 쿠로토리 츠루기 (黒鳥 剣) 이토 다이스케 후루야 리에 | 니시오 준노스케 사가와 하루카              | 8월 1일        |
| 제6야  | クオリティーを聞いてるんじゃねぇよ 퀄리티를 따지는 게 아니야 | 미요시 나오                                | 미요시 나오 | 니시미치 타쿠야 카메다 토모유키 하시모토 준이치 이시야마 히로시 | 후루야 리에 사가와 하루카                  | 8월 8일        |
| 제7야  | 七草さん馬鹿だから 나나쿠사는 바보니까                       | 우미노 나마코 (海野なまこ)                 | 타카다 미사토 (髙田美里) 미요시 나오                                                                             | 오다와라 코타 오가타 아츠시 (緒方 厚) 우키무라 하루나 하시모토 준이치 카메다 토모유키 | 하라다 아스카 사가와 하루카                | 8월 15일       |

| 후지 TV 노이타미나               | 후지 TV 노이타미나 | 후지 TV 노이타미나            |
| 이전 작품                        | 작품명             | 다음 작품                     |
| -------------------------------- | ------------------ | ----------------------------- |
| 다다미 넉 장 반 세계일주(재방송) | 철야의 노래(제1기) | 시끌별 녀석들(2022년판 제1기) |
| 수수께끼 풀이는 저녁식사 후에    | 철야의 노래(제2기) | 샤바케                        |

### 내용주
1. ↑  후지 텔레비전, 애니플렉스, 쇼가쿠칸, 쇼가쿠칸 슈에이샤 프로덕션, 울트라 슈퍼 픽처스, 토한, 애니맥스 브로드캐스트 재팬, 덴츠, FCC

### 참조주
1. ↑  “『だがしかし』作者の新連載、1年3か月ぶりにサンデーで開始 ラブストーリー『よふかしのうた』”. 《ORICON NEWS》. oricon ME. 2019년 8월 28일. 2021년 11월 11일에 확인함.
2. ↑  “漫画『よふかしのうた』完結、連載4年半に幕 アニメ化もされた人気作”. 《ORICON NEWS》. oricon ME. 2024년 1월 24일. 2024년 1월 24일에 확인함.
3. ↑  “週刊少年サンデー連載中『よふかしのうた』フジテレビ“ノイタミナ”ほかにて2022年7月TVアニメ化決定！ 出演声優に佐藤元さん・雨宮天さん、コメントも到着”. 《애니메이트 타임즈》 (애니메이트). 2021년 11월 11일. 2021년 11월 11일에 확인함.
4. ↑  “1巻発売！コトヤマ氏×Creepy Nuts『よふかしのうた』PV公開中”. 小学館. 2019년 11월 18일. 2021년 11월 11일에 확인함.
5. ↑  「よふかしのうた」製作委員会. “主題歌 | TVアニメ『よふかしのうた』”. 《主題歌 | TVアニメ『よふかしのうた』》. 2022년 7월 7일에 확인함.
6. 1 2 3 4 5 6 7 8 9  “コトヤマ「よふかしのうた」ノイタミナでアニメ化、主題歌はCreepy Nuts”. 《コミックナタリー》 (ナターシャ). 2021년 11월 11일. 2024년 3월 11일에 확인함.
7. 1 2 3 4 5 6 7 8 9  “Staff&Cast”. 《TV 애니 "철야의 노래"》. 2022년 6월 9일에 확인함.
8. ↑  “第68回小学館漫画賞はメダリスト、初×婚、よふかしのうた、青オケ、明日カノ”. 《코믹 나탈리》 (나타샤). 2023년 1월 18일. 2023년 1월 18일에 확인함.
9. ↑  “OnAir”. 《TV 애니 "철야의 노래"》. 2022년 5월 11일에 확인함.
10. ↑  “アニメ「よふかしのうた」第2期決定！コトヤマ「自分が一番嬉しいのではないか」”. 《コミックナタリー》 (ナターシャ). 2024년 3월 11일. 2024년 3월 11일에 확인함.
11. 1 2 3 4 5 6 7 8 9 10 11 12 13
12. 1 2 3 4 5 6 7  “Staff&Cast（第1期）”. 《TVアニメ『よふかしのうた』》. フジテレビジョン. 2024년 3월 11일에 확인함.
13. 1 2  “主題歌”. 《TV 애니 "철야의 노래"》. 2022년 6월 9일에 확인함.

1. ↑  “よふかしのうた 1”. 小学館. 2021년 7월 31일에 확인함.
2. ↑  “よふかしのうた 2”. 小学館. 2021년 7월 31일에 확인함.
3. ↑  “よふかしのうた 3”. 小学館. 2021년 7월 31일에 확인함.
4. ↑  “よふかしのうた 4”. 小学館. 2021년 7월 31일에 확인함.
5. ↑  “よふかしのうた 5”. 小学館. 2021년 7월 31일에 확인함.
6. ↑  “よふかしのうた 6”. 小学館. 2021년 7월 31일에 확인함.
7. ↑  “よふかしのうた 7”. 小学館. 2021년 7월 31일에 확인함.
8. ↑  “よふかしのうた 8”. 小学館. 2021년 7월 31일에 확인함.
9. ↑  “よふかしのうた 9”. 小学館. 2021년 11월 18일에 확인함.
10. ↑  “よふかしのうた 10”. 小学館. 2022년 2월 18일에 확인함.
11. ↑  “よふかしのうた 11”. 小学館. 2022년 6월 17일에 확인함.
12. ↑  “よふかしのうた 12”. 小学館. 2022년 7월 15일에 확인함.
13. ↑  “よふかしのうた 13”. 小学館. 2022년 9월 15일에 확인함.
14. ↑  “よふかしのうた 14”. 小学館. 2022년 12월 16일에 확인함.
15. ↑  “よふかしのうた 15”. 小学館. 2023년 3월 16일에 확인함.
16. ↑  “よふかしのうた 16”. 小学館. 2023년 6월 16일에 확인함.
17. ↑  “よふかしのうた 17”. 小学館. 2023년 7월 18일에 확인함.
18. ↑  “よふかしのうた 18”. 小学館. 2023년 11월 18일에 확인함.
19. ↑  “よふかしのうた 19”. 小学館. 2024년 2월 16일에 확인함.
20. ↑  “よふかしのうた 20”. 小学館. 2024년 3월 18일에 확인함.
21. ↑  “よふかしのうた　公式ファンブック”. 小学館. 2022년 9월 30일에 확인함.